# Europejskie Igrzyska Halowe w Lekkoatletyce 1968 – bieg na 800 m kobiet
Bieg na 800 metrów kobiet – jedna z konkurencji biegowych rozgrywanych podczas lekkoatletycznych europejskich igrzysk halowych w hali Palacio de Deportes w Madrycie. Rozegrano od razu  bieg finałowy 10 marca 1968. Zwyciężyła reprezentantka NRD Karin Burneleit. Tytułu z poprzednich igrzysk nie broniła Karin Kessler z RFN.

## Rezultaty

### Finał
Rozegrano od razu bieg finałowy, w którym wzięło udział 6 biegaczek.

Opracowano na podstawie materiału źródłowego.
| Miejsce | Zawodniczka         | Czas    |
| ------- | ------------------- | ------- |
| 1       | Karin Burneleit     | 2:07,60 |
| 2       | Ałła Kolesnikowa    | 2:08,3  |
| 3       | Walentina Łukjanowa | 2:09,4  |
| 4       | Emília Ovádková     | 2:09,9  |
| 5       | Ingela Ericson      | 2:10,3  |
| 6       | Elisabeth Östberg   | 2:20,3  |